# Светски куп у рагбију 13 1970.
Светски куп у рагбију тринаест 1970. био је пети Светски куп у рагбију 13.
Домаћин овог спортског турнира је била Енглеска.
Рагби 13 репрезентација Аустралије је освојила титулу првака Света, пошто је у финалу, у Лидсу, пред више од 18 000 гледалаца победила Велику Британију.

## Учесници
- Рагби 13 репрезентација Француске [7]
- Рагби 13 репрезентација Велике Британије
- Рагби 13 репрезентација Аустралије
- Рагби 13 репрезентација Новог Зеланда

## Стадиони
- Стадион Хејдингли - Лидс, 30 000 места[8][9]
- Стадион Централ парк - Виган, 40 000 места
- Стадион Одсал - Бредфорд, 40 000 места
- Стадион Стејшон роуд - Свинтон, 35 000 места
- Стадион Булевар - Хал, 16 000 места
- Стадион Велдон роуд - Кестлфорд, 15 000 места

## Резултати
- Аустралија - Нови Зеланд 47-11
- Велика Британија - Аустралија 11-4
- Француска - Нови Зеланд 15-16
- Велика Британија - Француска 6-0
- Велика Британија - Нови Зеланд 27-17
- Аустралија - Француска 15-17

### Табела
| Табела              | ИГ | Д | Н | И | ПД | ПП | ББ | Бод. |
| ------------------- | -- | - | - | - | -- | -- | -- | ---- |
| 1. Велика Британија | 3  | 3 | 0 | 0 | 44 | 21 | 0  | 6    |
| 2. Аустралија       | 3  | 1 | 0 | 2 | 66 | 39 | 0  | 2    |
| 3. Француска        | 3  | 1 | 0 | 2 | 32 | 37 | 0  | 2    |
| 4. Нови Зеланд      | 3  | 1 | 0 | 2 | 44 | 89 | 0  | 2    |

## Финале
Велика Британија - Аустралија 7-12
Стадион Хејдингли у Лидсу
Гледалаца: 18 776
Судија: Фред Линдоп, Британац 

## Статистика рагбиста
Највише есеја - Свештеник Џон Котс, Аустралијанац 5 есеја. 

## Видео снимци
Снимци финала Велика Британија - Аустралија
https://www.youtube.com/watch?v=8YKHqBDQ00I
https://www.youtube.com/watch?v=5LJGEDy9ys8
https://www.youtube.com/watch?v=RjYFWu10RdE
Снимак утакмице Нови Зеланд - Француска
https://www.youtube.com/watch?v=FJb0fI-ysxU
| Прваци Света у рагбију тринаест 1970.                  |
| ------------------------------------------------------ |
| Рагби 13 репрезентација Аустралије (3. светска титула) |